# Summit Lake, Rainy River District
Summit Lake är en sjö i Kanada.   Den ligger i Rainy River District och provinsen Ontario, i den sydöstra delen av landet, 1 400 km väster om huvudstaden Ottawa. Summit Lake ligger 376 meter över havet. Arean är 0,17 kvadratkilometer. Den ligger vid sjön Slender Lake. Den sträcker sig 0,7 kilometer i nord-sydlig riktning, och 0,5 kilometer i öst-västlig riktning.
I omgivningarna runt Summit Lake växer i huvudsak blandskog. Trakten runt Summit Lake är nära nog obefolkad, med mindre än två invånare per kvadratkilometer.